# Геншен, Годфруа
Годфруа Геншен (Геншенс; фр. Godfried Henschen, лат. Godefridus Henschenius; 21 июня 1601, Венрай, Лимбург — 11 сентября 1681, Антверпен, Брабант) — бельгийский иезуит, агиограф, историк, библиотекарь. Один из первых болландистов.

## Биография
Сын торговца тканями. Изучал гуманитарные науки в колледже иезуитов в Буа-ле-Дюк (ныне Хертогенбос). С 1619 года — послушник Общества Иисуса в Малине. Преподавал греческий язык, поэтику и риторику. В апреле 1634 года был рукоположён в священники, в следующем году отправлен для пастырского служения в Антверпене. В мае 1636 года вступил в орден иезуитов.
Ученик и активный последователь Жана Болланда. Помогал ему в подготовке «Актов святых». После четырнадцати лет работы два тома сочинения были напечатаны в Антверпене в 1643 году и с энтузиазмом встречены учёными, ещё три тома были напечатаны в 1658 году.
В 1660 году по указанию Болланда Геншен и Даниэль Папеброх (1628—1714) отправились в Рим, где собирали древние документы для своих исследований. Прожив в Риме девять месяцев, они вернулись через Францию на родину и по возвращении узнали, что Болланд умер. С этого момента Геншен и Папербох стали руководить проектом. Геншен был первым библиотекарем музея Bollandianum в Антверпене.
Геншен продолжал работать над «Acta Sanctorum» вплоть до своей смерти в 1681 г.